# Connection
Connection je páté studiové album americké skupiny Ceramic Dog, kterou vede kytarista Marc Ribot a dále ji tvoří multiinstrumentalista Shahzad Ismaily a bubeník Ches Smith. Vydáno bylo v červenci 2023 společnostmi Yellowbird a Knockwurst Records. Nahráno bylo v brooklynském studiu Figure 8 Recording. Coby hosté na album přispěli mj. Anthony Coleman a James Brandon Lewis.

## Seznam skladeb
Autorem textů je Marc Ribot, hudbu složili dohromady všichni členové Ceramic Dog. Výjimkou je pouze coververze „That's Entertainment“ z muzikálu Konečně trhák!, jejímiž autory jsou Arthur Schwartz (hudba) a Howard Dietz (text).
| Pořadí         | Název                        | Délka |
| -------------- | ---------------------------- | ----- |
| 1.             | Connection                   | 3:35  |
| 2.             | Subsidiary                   | 7:07  |
| 3.             | Soldiers in the Army of Love | 5:10  |
| 4.             | Ecstasy                      | 4:57  |
| 5.             | Swan                         | 9:47  |
| 6.             | No Name                      | 5:50  |
| 7.             | Heart Attack                 | 3:50  |
| 8.             | That's Entertainment         | 3:45  |
| 9.             | Order of Protection          | 10:42 |
| 10.            | Crumbia                      | 4:33  |
| Celková délka: | Celková délka:               | 59:16 |

## Obsazení

### Ceramic Dog
- Marc Ribot – kytary, tres (4), dobro (5), baskytara (2, 3, 9), zpěv
- Shahzad Ismaily – baskytara, elektronika, zpěv
- Ches Smith – bicí, perkuse, elektronika, zpěv

### Ostatní hudebníci
- Syd Straw – zpěv (4)
- Anthony Coleman – varhany Farfisa (4, 8, 10)
- James Brandon Lewis – saxofon (5, 7)
- Greg Lewis – varhany Hammond (9)
- Oscar Noriega – klarinet (10)
- Peter Sachon – violoncello (6)